# Dalformationen
Dalformationen är en bergsformation i östra Dalsland, som sträcker sig mellan Dalboredden i norr och Brudfjället i söder. 
I formationen finns stråk av kalklerskiffer som utgör lokaler för många kalkälskande växter som murgröna, liguster, vildvin, brudbröd, Sankte Pers nycklar, trollsmultron och svärdsyssla. 
Det finns naturvårdsavtal för en del av dessa områden, där man avpassat skogsbruket så att artrikedomen kan bibehållas.
I norr finns Baljåsens och Skärbo naturreservat. I anslutning till formationens sydgräns finns det kommunala naturreservatet Ramslökedalen.
Inom formationen finns också kvartsitområden, där det är mer närings- och artfattigt. 
Lerskiffer bröts under 1800-talet på flera ställen för att användas till takskiffer, som var ett vanligt takmaterial i det dåtida Dalsland. Den så kallade lianeskiffern användes till kvarnsten.
Under senare år har mineralprospektering bedrivits i Solviksområdet i Bengtsfors kommun. Fyndigheter av guld, silver och koppar har påträffats.